# Ibrahim Okyay

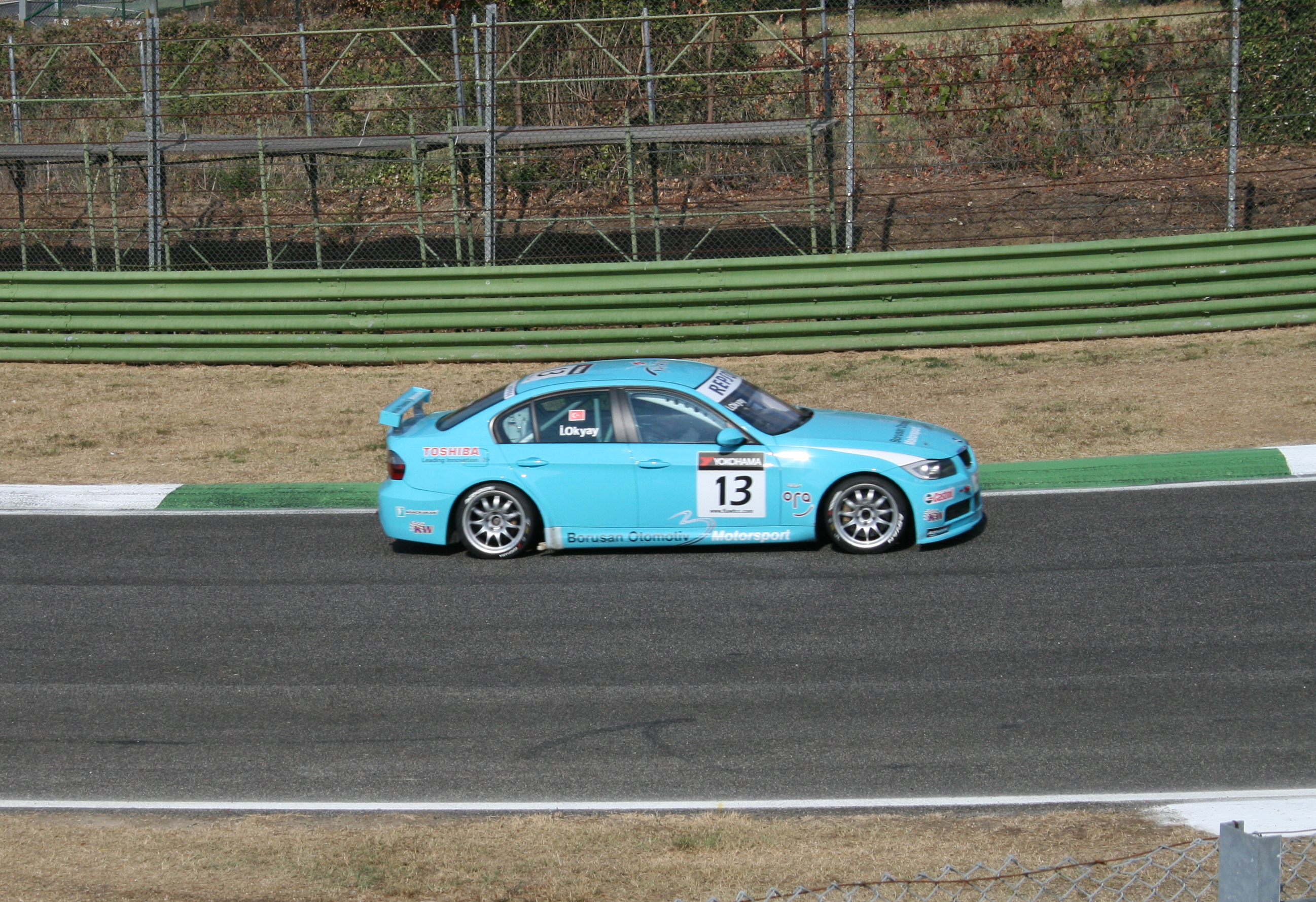
Ibrahim Okyay mit einem BMW 320si beim WTCC-Rennen in Imola 2008

Ibrahim Okyay (* 1. August 1969 in Istanbul) ist ein türkischer Automobilrennfahrer. Er gewann fünfmal die türkische Tourenwagen-Meisterschaft.

## Karriere
Okyay begann seine Motorsportkarriere 1992 im Rallyesport. 1995 wechselte er in den Tourenwagensport und war mit Unterbrechungen bis 2009 in der türkischen Tourenwagen-Meisterschaft aktiv. In dieser Zeit gewann er fünfmal die türkische Tourenwagenmeisterschaft.
Seine internationale Motorsportkarriere begann 2006 in der Tourenwagen-Weltmeisterschaft (WTCC). In einem BMW 320i nahm er für Kosifler Motorsport am Rennwochenende auf dem Istanbul Park Circuit teil. Seine beste Platzierung war ein 14. Platz. 2008 kehrte Okyay in die WTCC zurück und bestritt in einem BMW 320si für Borusan Otomotiv Motorsport die komplette Saison. Er blieb ohne Punkte und ein zehnter Platz war sein bestes Resultat. 2010 trat Okyay im European Touring Car Cup an und wurde Vierter in der S2000-Wertung. 2011 nahm Okyay erneut für Borusan Otomotiv Motorsport an zwei Rennwochenenden der WTCC teil. Mit einem 13. Platz als bestes Ergebnis blieb er ohne Punkte.

## Persönliches
Okyay ist mit Elif verheiratet und hat ein Kind.

## Karrierestationen
- 2006: WTCC
- 2008: WTCC
- 2010: ETCC, S2000 (Platz 4)
- 2011: WTCC